# Aymeric Chauprade
Aymeric Chauprade, wym. [ɛmeʀik ʃopʀad] (ur. 13 stycznia 1969 w La Ferté-Bernard) – francuski pisarz, geopolityk i politolog, poseł do Parlamentu Europejskiego VIII kadencji.

## Życiorys
W 1991 uzyskał licencjat z matematyki, w 1993 został absolwentem Instytutu Nauk Politycznych w Paryżu. W 1996 ukończył studia magisterskie z zakresu prawa międzynarodowego na Université Paris Descartes, a w 2000 obronił doktorat z nauk politycznych na Université Paris Sorbonne. Prowadził wykłady na różnych uczelniach cywilnych i wojskowych we Francji i za granicą. W latach 1999–2009 był profesorem uniwersytetów w Paryżu i w Neuchâtel. Prowadził kurs geopolityki i seminarium w szkole wojskowej Collège interarmées de défense (CID). Później zatrudniony jako profesor w instytucie studiów wyższych francuskiej obrony narodowej (IHEDN). Był doradcą m.in. prezydenta Dominikany i ministra obrony narodowej, został również dyrektorem wydawnictwa Éditions Ellipses.
Jest uczniem François Thuala, z którym wydał słownik geopolityki. Jest zwolennikiem poglądu, iż Francja powinna uwzględnić element frankofoński w swojej geopolityce. Jego zdaniem Europa powinna opierać się na wspólnocie narodów (z wyłączeniem Turcji) i współpracy z Rosją, utrzymując równowagę w relacjach wzajemnych z USA i Chinami. Po publikacji książki Chronique du choc des civilisations zarzucono mu wspieranie teorii spiskowych o zamachach z 11 września 2001. Nadzorujący szkołę wojskową CID minister obrony Hervé Morin zwolnił go wówczas ze stanowiska wykładowcy tej akademii, jednak decyzja ta została unieważniona przez sąd administracyjny.
Aymeric Chauprade angażował się również w działalność polityczną. Współpracował z eurosceptycznym Ruchem dla Francji Philippe'a de Villiersa. Później został doradcą przewodniczącej Frontu Narodowego Marine Le Pen ds. międzynarodowych, a w 2014 liderem jednej z list okręgowych tej partii do Parlamentu Europejskiego, uzyskując mandat eurodeputowanego VIII kadencji, który wykonywał do 2019. W 2015 opuścił Front Narodowy na tle różnic ideologicznych, w 2016 założył ugrupowanie Les Français libres. Zbliżył się do Republikanów, popierając kandydaturę François Fillona w wyborach prezydenckich w 2017.

## Wybrane publikacje
- L'espace économique francophone, Ellipses, Paryż 1996
- Histoires d'Égypte, Les Belles Lettres, Paryż 1996
- Beyrouth éternelle, Asa Éditions, Paryż 1998
- Dictionnaire de géopolitique (współautor: François Thual), Ellipses, Paryż 1999
- Introduction à l'analyse géopolitique, Ellipses, Paryż 1999
- Géopolitique des États-Unis (culture, intérêts, stratégies), Ellipses, Paryż 2003
- Géopolitique – Constantes et changements dans l'histoire, Ellipses, Paryż 2007
- Chronique du choc des civilisations, Éditions Chronique, Paryż 2009
- L'Iran réel (red.), Ellipses, Paryż 2009
- Menaces en Afrique du Nord et au Sahel et sécurité globale de l'Europe (współautorzy: Jacques Frémeaux i Philippe Evanno), Ellipses, Paryż 2013